# Conopomorpha fustigera
Conopomorpha fustigera är en fjärilsart som först beskrevs av Edward Meyrick 1928.  Conopomorpha fustigera ingår i släktet Conopomorpha och familjen styltmalar.
Artens utbredningsområde är Uganda. Inga underarter finns listade i Catalogue of Life.